# Thom Eklund
Thom Eklund, född 28 oktober 1958 i Enköping, är en svensk ishockeytränare och före detta ishockeyspelare.
Han spelade 138 landskamper med Sveriges herrlandslag i ishockey och deltog i VM i ishockey 1987 där Sverige blev världsmästare. Han erövrade också en bronsmedalj vid de Olympiska vinterspelen 1988 och 1984. Han har Stora Grabbars Märke nummer 126 i ishockey.
Som tränare har Thom Eklund ansvarat för bland annat Almtuna IS och Wings HC Arlanda.

## Meriter
- VM-guld 1987
- VM-silver 1986
- VM-fyra 1983
- OS-brons 1988, 1984
- Canada Cup 1987, semifinal
- SM-guld 1985
- kopia av Svenska Dagbladets guldmedalj 1987

## Klubbar
- Västerås Hockey 1977-1981 Division 1
- IF Björklöven 1981-1984 Elitserien/Division 1
- Södertälje SK 1984-1992 Elitserien
- HC Fassa 1992-1993 Italienska ligan